# Bart Demyttenaere

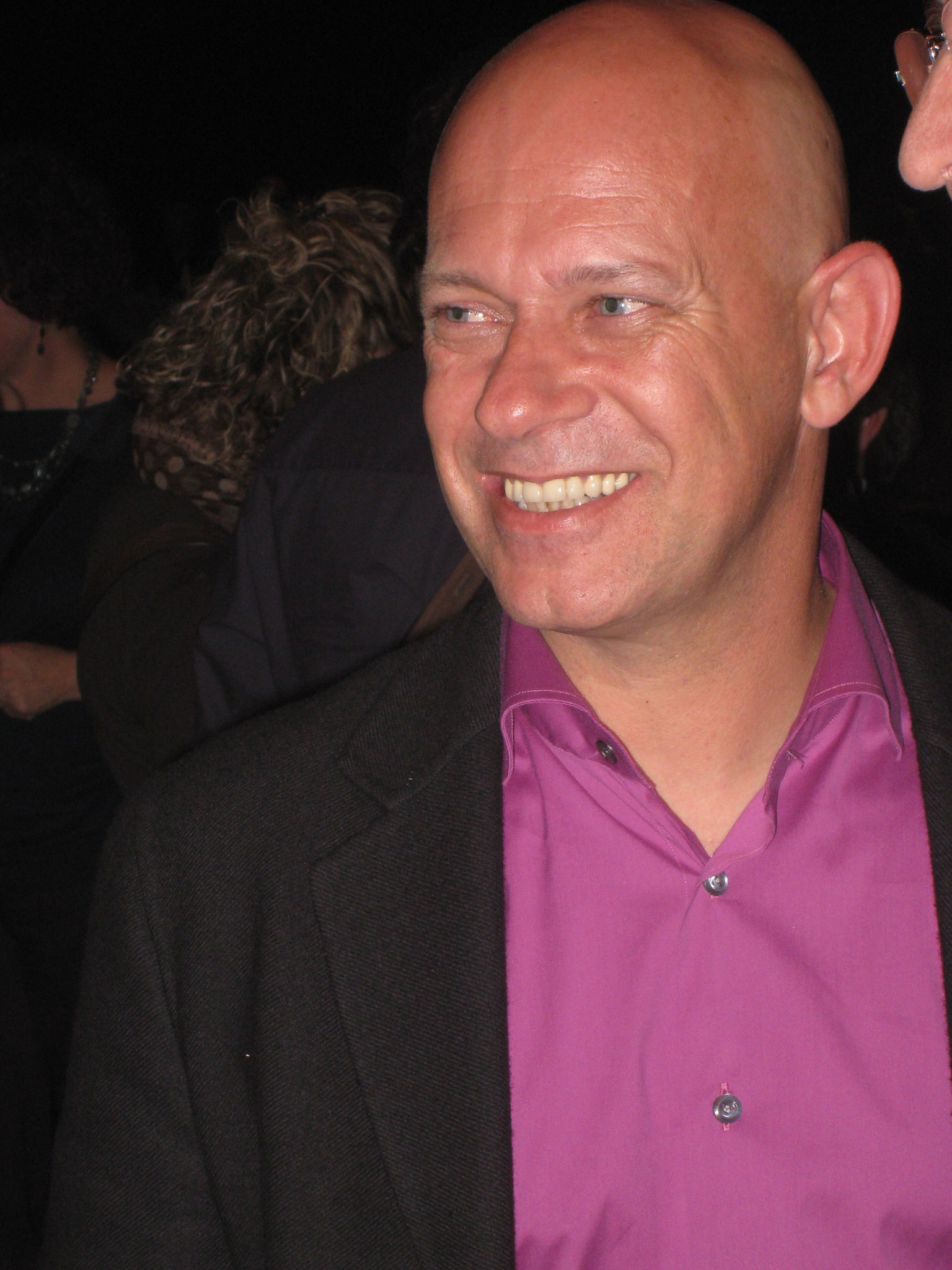
Bart Demyttenaere, 2009

Bart Demyttenaere (Albertstad (Congo), 20 juli 1963) is een Vlaams auteur.

## Biografie
Demyttenaere werd geboren in Congo maar woonde het grootste deel van zijn jeugd in Beringen. Hij studeerde voor onderwijzer aan de normaalschool van Bokrijk. Na zijn studies vertrok hij voor vier jaar naar zijn geboorteland om er te gaan werken.
In 1995 schreef hij zijn eerste kinderboek, Frederiks geheim, dat werd bekroond door de Limburgse Kinder- en Jeugdjury. Demyttenaere schrijft zowel jeugdboeken, dichtbundels als volwassenenboeken. Men vindt geregeld stukjes van hem terug in de tijdschriften Zonnestraal en Doremi, maar hij waagt zich ook aan toneel en non-fictie.
De verhalen van Demyttenaere zijn meestal humoristisch, zoals zijn reeks over "Gijs en Lise". Het vierde boek uit deze reeks werd bekroond door de Kinder- en Jeugdjury Vlaanderen. Toch schrijft hij ook over thema's als de dood. Een ster voor Amber vertelt het verhaal van een meisje dat ziek is en gaat sterven. In Spiegelschrift wordt de briefwisseling beschreven tussen Babbe, die zelfmoord wil plegen, en haar klasgenoot Dennis.
Demyttenaere schreef naast boeken over zelfmoord ook over het gevangeniswezen, armoede in België en de vluchtelingenproblematiek.
Tussen 2007 en 2009 publiceerde hij zijn zogenoemde Kerktrilogie met als titels: De laatste zusters van Vlaanderen?, Mannen van God en De Stoel van Petrus. Dit laatste boek kwam tot stand met steun van het Fonds Pascal Decroos voor Bijzondere Journalistiek. Voor dit boek deed hij veel 'veldwerk' in het Vaticaan met steun van de Antwerpse bisschop Johan Bonny die, voor hij bisschop van Antwerpen werd, als staflid van de Pauselijke Raad ter Bevordering van de Eenheid van de Christenen werkte bij de Curie. Alzo kreeg hij toegang tot de Vaticaanse Bibliotheek, het vroegere scriptorium en het Vaticaans Geheim Archief.
In oktober 2018 verscheen Mijn Congo. Een familiegeschiedenis, een autobiografisch boek over zijn familie tijdens de woelige jaren van de Congolese geschiedenis. Demyttenaere reist regelmatig naar Lubumbashi, zijn geboortestad, Goma, Bukavu, Bunia, Kongolo en Kisangani.

## Publicaties
- 1995 - Frederiks geheim (Standaard)
- 1996 - Gijs en Lise (Standaard)
- 1996 - Keizer in de klas (Standaard)
- 1997 - Stoere Daan (Standaard)
- 1997 - Spieken, een vak apart (Icarus)
- 1998 - Gijs en Lise, vakantie (Standaard)
- 2000 - De Last van het leven: zelfmoord in België en Nederland (Icarus), ISBN 9002207182, vgl. uitgave in 2012
- 2000 - Gijs en Lise, Klasse! (Standaard)
- 2000 - Leren lezen met Hanne en Sanne (Averbode)
- 2001 - Stijn wil mooi zijn (Averbode)
- 2001 - Als ik groot ben (The House of Books)
- 2001 - Spiegelschrift (Manteau)
- 2002 - Levenslang (Manteau)
- 2002 - Toon is moe (Standaard)
- 2002 - Gijs en Lise, Zakenreis (Standaard)
- 2002 - Nu niet (Standaard)
- 2002 - Een ster voor Amber (Averbode)
- 2002 - Ik doe het toch (The House of Books)
- 2003 - Gijs en Lise. Beroemd met Wouter Kersbergen (Standaard)
- 2003 - Net op tijd met Leo Timmers (ill.) (Standaard)
- 2003 - In vrije val: armoede in België (Manteau)
- 2004 - Dat mag je niet zeggen met Georgien Overwater (ill.) (Standaard)
- 2004 - Dino en het ei met Leo Timmers (ill.) (Standaard)
- 2004 - De fiets van Sien met Annette Fienieg (ill.) (Averbode)
- 2004 - Gijs en Lise. Tante M met Wouter Kersbergen (Standaard)
- 2004 - Tien levens, tien verhalen (Manteau)
- 2005 - Gijs en Lise. Bolmaaruit met Wouter Kersbergen en Gerd Stoop (ill.) (Standaard)
- 2005 - Verkeerde tijd, verkeerde plaats. Ontmoetingen met vluchtelingen met Nick Hannes en Dieter Telemans (fotografie) (Roularta Books)
- 2005 - Een papa voor Dino met Leo Timmers (ill.) (Standaard)
- 2006 - In vrije val armoede in België (Manteau)
- 2006 - Stille zaterdag, met Wim Geysen (Manteau)
- 2006 - Met de dood voor ogen: zelfmoordgedrag bij jongeren (Manteau)
- 2006 - Sint heeft luizen, met Marijke van Veldhoven (Clavis)
- 2007 - De laatste zusters van Vlaanderen?, met Minne Dalemans (fotografie) (Van Halewyck)
- 2007 - Spin en muis, met Valérie d'Heur (Clavis)
- 2008 - Mannen van God, met Filip Naudts (fotografie) (Van Halewyck)
- 2008 - Spookje en ik, met Valérie d'Heur (Clavis)
- 2009 - De Stoel van Petrus. Achter de schermen van het Vaticaan, met Filip Naudts (fotografie) (Van Halewyck in België en Ten Have in Nederland)
- 2009 - Gijs en Lise. Feest, met Wouter Kersbergen (Clavis)
- 2011 - Tedere dwarsligger: De negen levens van Jef Ulburghs (Van Halewyck)
- 2011 - Het hart van Brussel. Johnny De Mot en zijn Bijstandsparochie (Van Halewyck)
- 2012 - De last van het leven: zelfmoord in België en Nederland: feiten, cijfers en getuigenissen, indringende gesprekken met nabestaanden, 4e uitgebr. en herz. dr. (Van Halewyck in België en Van Gennep in Nederland)
- 2015 - Er zijn geen paarden in Brussel: vluchtelingenverhalen (EPO)
- 2015 - Tussen de Regels: achter de muren van een slotklooster, met Marco Mertens (fotografie) (Davidsfonds)
- 2016 - Vuurbal en ik. Ill. Rob Hadermann (Van In)
- 2016 - Het lief van Sint. Ill. Marieke van Ditshuizen (Van In)
- 2016 - Warm. Ill. Emma Thyssen (Van In)
- 2016 - Verloren. Ill. Fatinha Ramos (Van In)
- 2017 - Ali en Tak. Ill. Kathy De Wit (Van In)
- 2017 - Prinses Kaatje. Ill. Marieke van Ditshuizen (Van In)
- 2018 - Mijn Congo. Een familiegeschiedenis (EPO)
- 2019 - Koning Mier. Ill. Myriam Berenschot (Clavis)
- 2020 - Petrova en de wolf. Ill. Myriam Berenschot (Clavis)
- 2020 - In harmonie. De kracht van het middenveld (EPO)
- 2020 - Hoe Kleintje een held werd. Ill. Myriam Berenschot (Clavis)
- 2021 - Wapi. Ill. Patrick Ntabaza (Clavis)